# Dimona
Dimona (hebrejsky דִּימוֹנָה, v oficiálním přepisu do angličtiny Dimona) je město v Izraeli v Jižním distriktu.

## Název
Jméno obce odkazuje na biblické město Dímóna citované v Knize Jozue 15,22.

## Historie
Současná Dimona bylo jedno z rozvojových měst, která byla vytvořena v 50. letech 20. století z iniciativy prvního izraelského premiéra Davida Ben Guriona. Dimona byla navržena roku 1953 a založena a osídlena roku 1955, především novými židovskými imigranty ze severní Afriky, kteří také stavěli městské domy.
Roku 1958 byla obec povýšena na místní radu (malé město) a status města získala roku 1969. Znak Dimony, přijatý 2. března 1961, se objevil na poštovních známkách vydaných 24. března 1965.
Když později v tomto desetiletí začínal izraelský jaderný program, bylo nedaleko od Dimony postaveno Izraelské atomové centrum Dimona, a to kvůli relativní izolovanosti v poušti a dostupnosti bydlení.

## Geografie

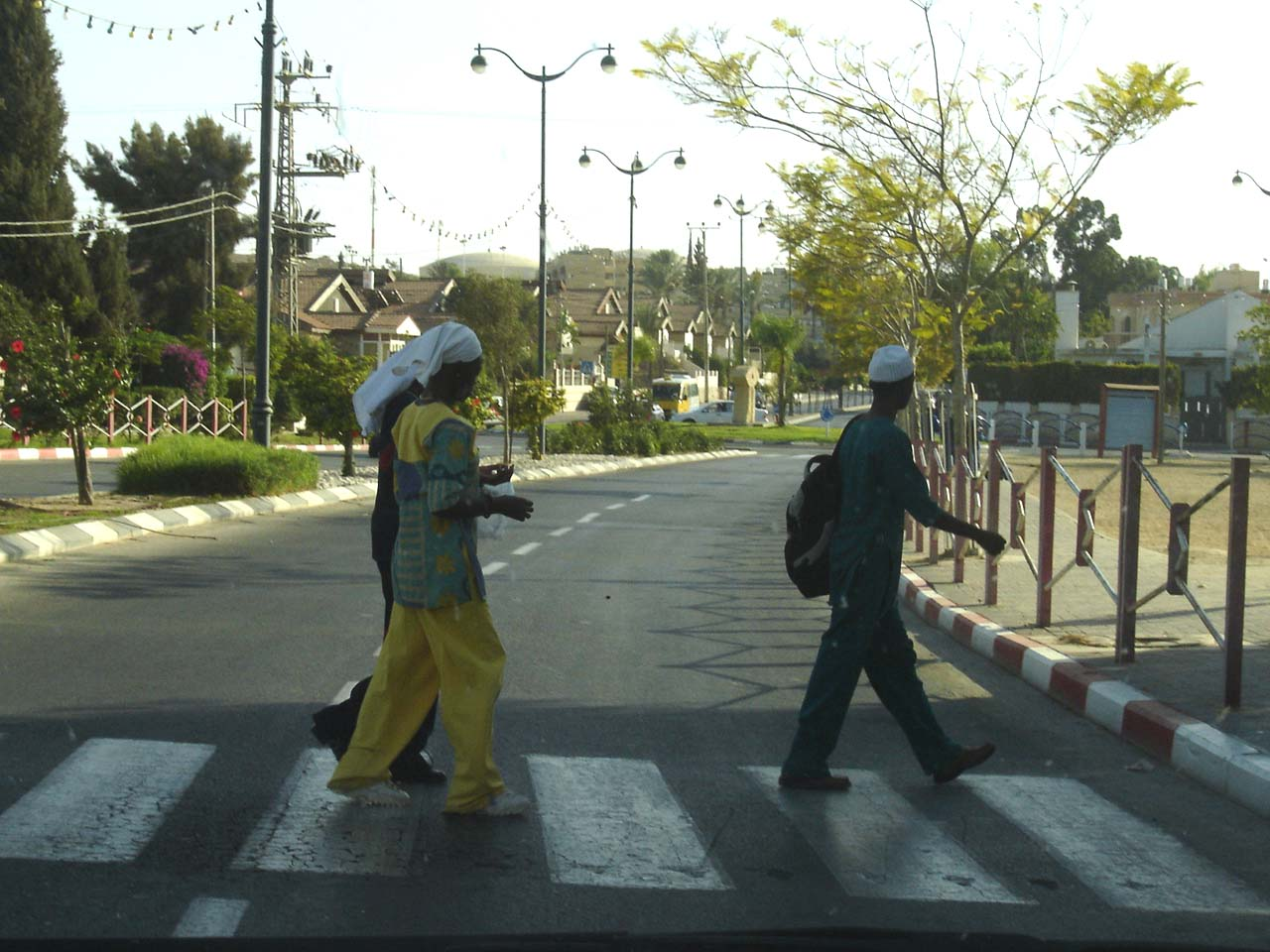
Členové komunity Black Hebrews v Dimoně

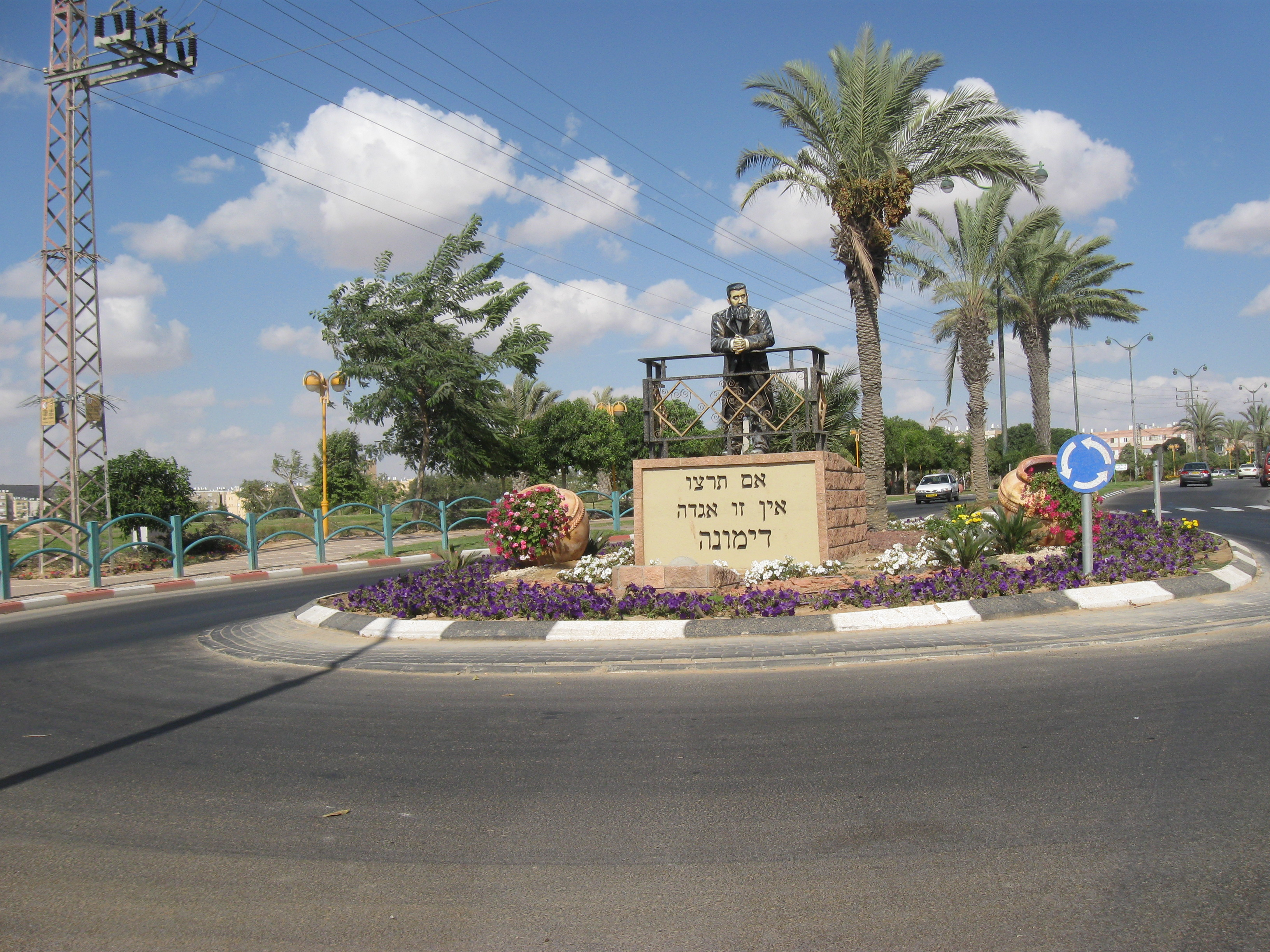
Herzlovo náměstí v Dimoně

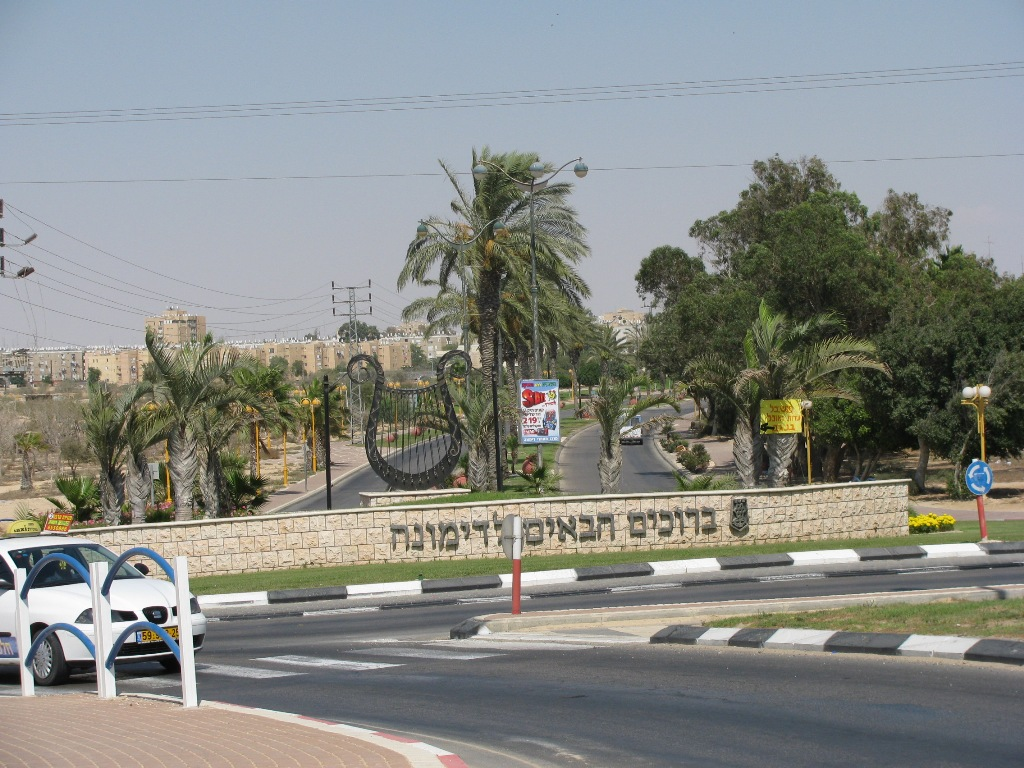
Vjezd do Dimony

Nachází se v nadmořské výšce 550 metrů v kopcovité krajině Negevské pouště, 36 kilometrů jihovýchodně od Beerševy a 35 kilometrů západně od Mrtvého moře a příkopové propadliny Vádí al-Araba.
Leží v řídce osídlené oblasti, která je etnicky převážně židovská, ovšem zejména severozápadním směrem odtud začínají rozptýlené osady arabských beduínů. Město je na dopravní síť napojeno pomocí dálnice číslo 25, ze které tu odbočuje směrem k jihu, k městu Jerucham, lokální silnice 204.
V 60. let 20. století byla v severojižním směru postavena železnice spojující Beerševu a Dimonu s centrální a severní částí Izraele. Stojí tu železniční stanice Dimona a končí tu železniční trať Beerševa-Dimona. Kolejové těleso ovšem vede dál k jihu a východu a slouží jako průmyslová vlečka.

## Průmysl
Počátkem 80. let 20. století dominoval v Dimoně textilní průmysl – mezi nejznámější společnosti patří Dimona Textiles Ltd. Od té doby bylo mnoho továren uzavřeno. Tyto továrny nesmí být zaměňovány s Dimonským centrem nebo s Izraelským atomovým centrem Dimona, které jako „textilní továrny“ označil David Ben Gurion. Dimuna Silica Industries Ltd. vyrábí křemenné a vápenné tmely.
V současnosti je Dimona s populací přes 30 000 obyvatel třetím největším městem v Negevu. Přibližně třetina populace pracuje v průmyslu (chemické továrně blízko Mrtvého moře, hi-tech společnostech a textilních obchodech) a další třetina v oblasti služeb. Vzhledem k zavádění nových technologií, bylo mnoho zaměstnanců nadbytečných a po jejich propuštění se zvýšila míra nezaměstnanosti na 10 %.

## Demografie
Podle údajů z roku 2009 tvořili naprostou většinu obyvatel Židé – cca 29 400 osob (včetně statistické kategorie "ostatní", která zahrnuje nearabské obyvatele židovského původu ale bez formální příslušnosti k židovskému náboženství, cca 32 200 osob).
Jde o středně velkou obec městského typu s dlouhodobě stagnující populací. K 31. prosinci 2017 zde žilo 33 700 lidí. Navzdory neustálému ubývání populace během 80. let se populace města začala zvětšovat během 90. let po přílivu židovských imigrantů z bývalého SSSR.
Dimona je domovem unikátní černé židovské komunity, takzvaní Black Hebrews, vedení jejím zakladatelem a duchovním vůdcem Ben Ammi Ben-Izraelem. Jde o komunitu židovských konvertitů, kterou nelze zaměňovat s černými Židy etiopského původu (takzvanými Falaši). Populace Black Hebrews v Dimoně čítá zhruba 2000 obyvatel s dalšími rodinami v Aradu, Micpe Ramon a v oblasti Tiberiasu. Jejich oficiální postavení v Izraeli bylo problémem po mnoho let, ale v květnu 1990, byl problém vyřešen vízy typu B/1 a o rok později dočasným občanstvím. Status byl prodloužen do srpna 2003, kdy jim izraelský ministr vnitra udělil trvalé občanství.
| Rok            | 1961  | 1972   | 1983   | 1995   | 2000   |
| -------------- | ----- | ------ | ------ | ------ | ------ |
| Počet obyvatel | 5 000 | 23 748 | 27 026 | 30 869 | 33 900 |

| Rok            | 2001   | 2003   | 2004   | 2005   | 2006   | 2007   | 2008   | 2009   | 2010   | 2011   | 2012   | 2013   | 2014   | 2015   | 2016   | 2017   |
| -------------- | ------ | ------ | ------ | ------ | ------ | ------ | ------ | ------ | ------ | ------ | ------ | ------ | ------ | ------ | ------ | ------ |
| Počet obyvatel | 33 700 | 33 896 | 33 676 | 33 490 | 33 411 | 33 571 | 33 669 | 32 439 | 32 600 | 32 400 | 33 100 | 33 200 | 33 200 | 33 300 | 33 500 | 33 700 |

* údaje za rok 2001 a od roku 2010 zaokrouhleny na stovky

## Slavní rodáci
- Josi Benajun (1980), fotbalista[10]

## Partnerská města
- Andernach, Porýní-Falc, Německo (1975)